# Ljuks
PrAT Teleradiokompanija Ljuks (in ucraino ПрАТ «Телерадіокомпанія Люкс»?), nota semplicemente come TRK Ljuks o Ljuks e internazionalmente come TRK Lux, è una holding ucraina attiva nel settore dei media. È proprietaria dell'emittente televisiva 24 Kanal, delle emittenti radiofoniche Radio Maksymum e Ljuks FM oltre che dei siti web zaxid.net, football24.ua e 24tv.ua; inoltre possieda un'agenzia pubblicitaria e il 15% della Studija Zvukozapysu "Ljuksen" (gli altri due azionisti sono la cantante Ruslana Lyžyčko e il marito Oleksandr Ksenofontov).